# Maria im Weingarten

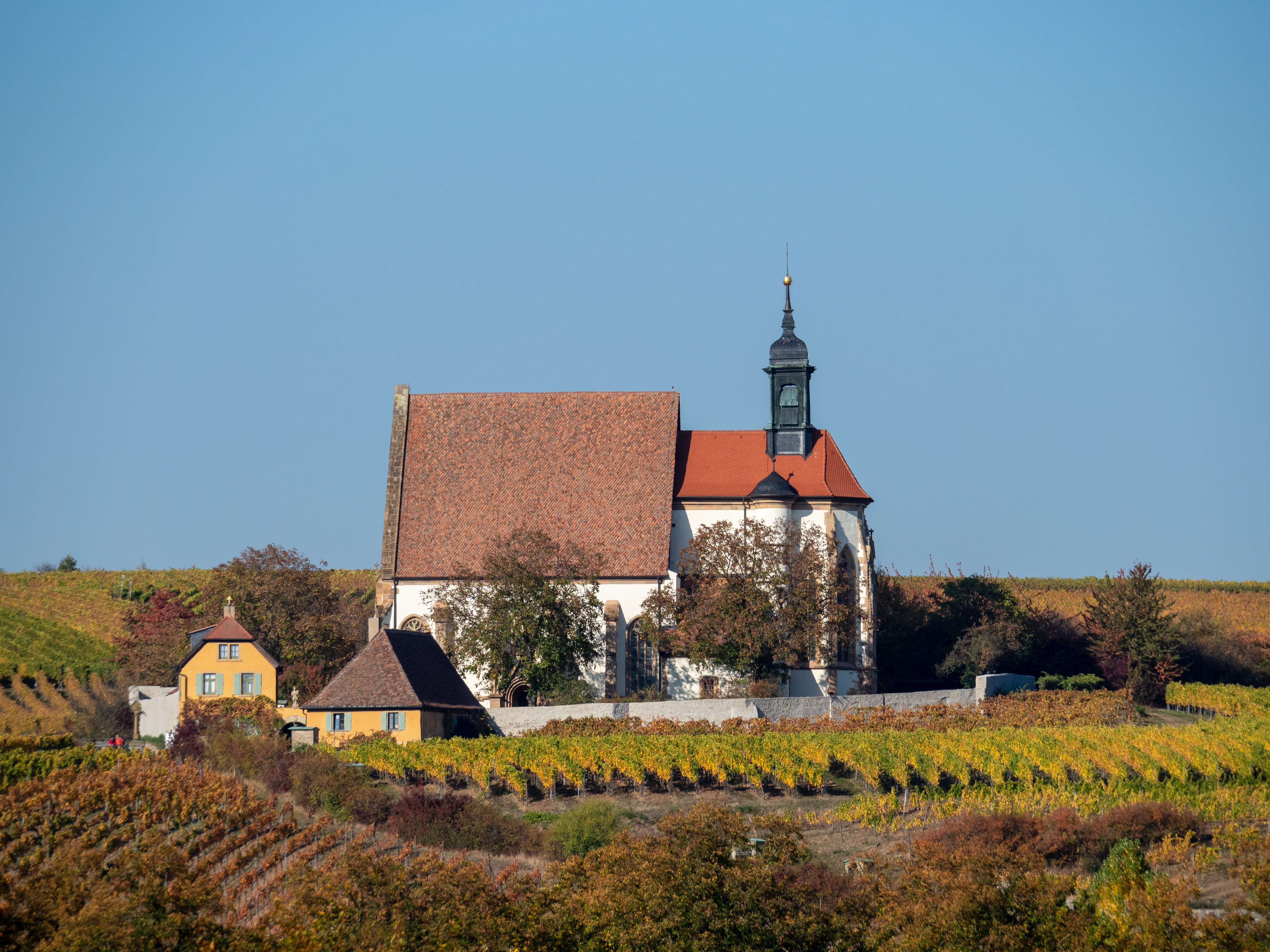
Die Wallfahrtskirche in den Weinbergen

Die katholische Wallfahrtskirche Maria im Weingarten liegt über dem fränkischen Weinort Volkach an der Mainschleife im unterfränkischen Landkreis Kitzingen. Die spätgotische Kirche liegt mitten in den Weinbergen des mainfränkischen Weinanbaugebiets auf dem Volkacher Kirchberg. Sie beherbergt ein bedeutendes Kunstwerk des Bildschnitzers Tilman Riemenschneider.

## Geschichte

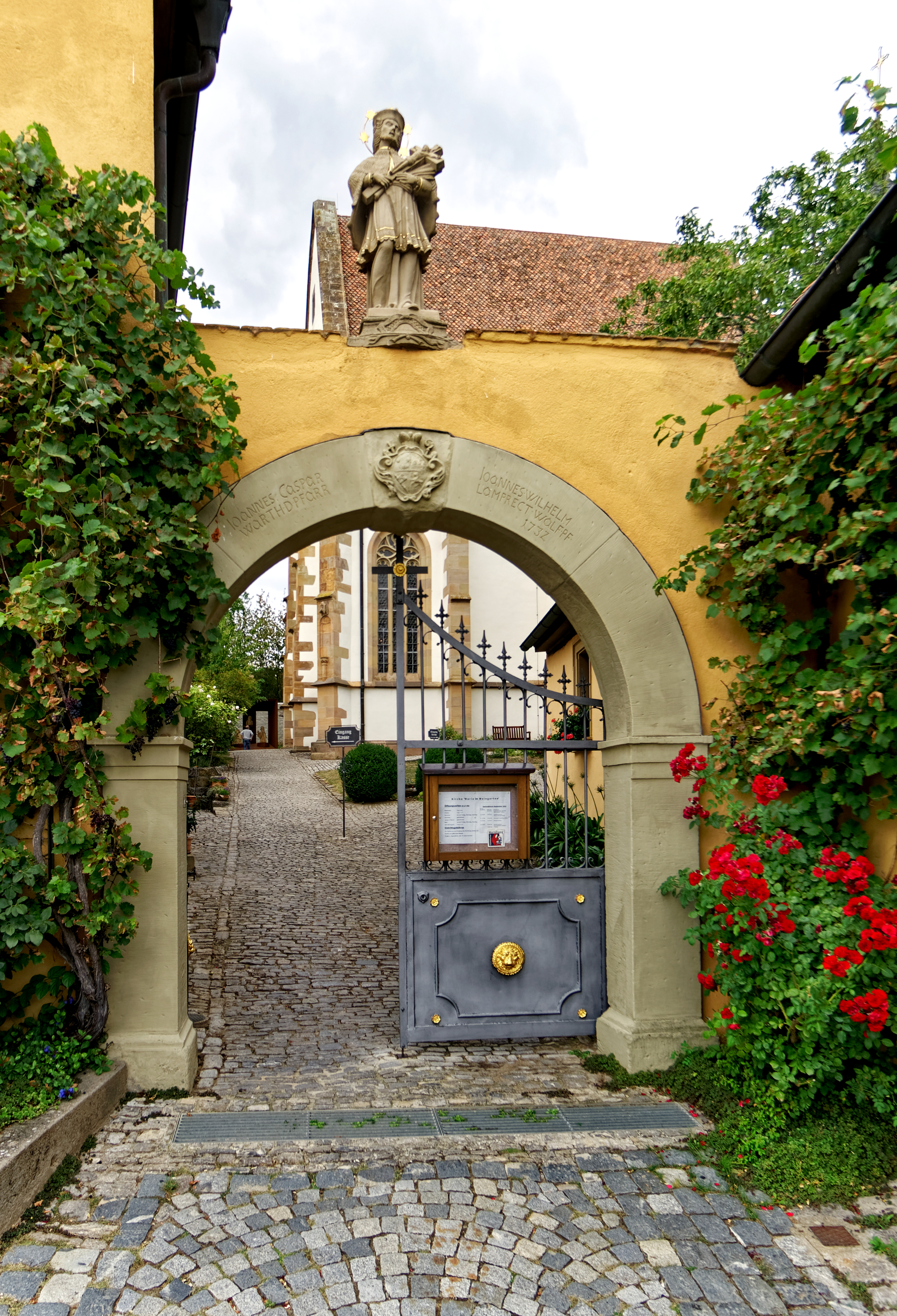
Eingang zum Kirchhof

Als älteste Pfarrei der Region an der Mainschleife weist die Wallfahrtskirche Maria im Weingarten eine reiche Geschichte auf. Über die Jahrhunderte von Kriegen und Zerstörung bedroht, wurde sie vor allem durch einen spektakulären Kunstraub in den sechziger Jahren bekannt.

### Urpfarrkirche und Beginenklause (bis zum 15. Jahrhundert)
Die Ursprünge sind nicht bekannt, doch wird angenommen, dass die Kirche auf dem Berg im 10. und 11. Jahrhundert Urpfarrkirche der Siedlungen an der Mainschleife war. Dies belegen Funde einer karolingisch-ottonischen Kirche unter der heutigen. So gehörten die Orte Volkach, Obervolkach, Eichfeld, Astheim, Gaibach, Krautheim sowie Stammheim und Fahr zur Kirchbergpfarrei. An der Stelle der heutigen Kirche stand damals ein anderes Gotteshaus. Es war dem heiligen Bartholomäus geweiht und wurde im Jahr 1245 erstmals als Kirche „de monte kyrhberc prope volka“ (lat. vom Berg Kirchberg bei Volkach) erwähnt.
Das 14. Jahrhundert brachte eine einschneidende Veränderung, als auf dem Berg nahe der Stadt eine Beginenklause entstand. Die Stiftsfrauen stammten aus dem aufgelösten Beginenhof an der St.-Johannis-Kirche Großbirkach bei Ebrach und erreichten Volkach im Jahr 1332. Bis 1442 betreuten sie Kranke und Arme auf dem Berg. In dieser Zeit entstand auch die neue Kirche St. Bartholomäus und St. Georg in der Stadt, die bald die pfarrlichen Aufgaben des Kirchbergs übernahm. Daneben ließ ein um 1370 gefertigtes Bild der Pietà eine Wallfahrt entstehen, die den Volkacher Kirchberg zum Ziel hatte.

### Neubau und Wallfahrtskirche (bis zum 19. Jahrhundert)

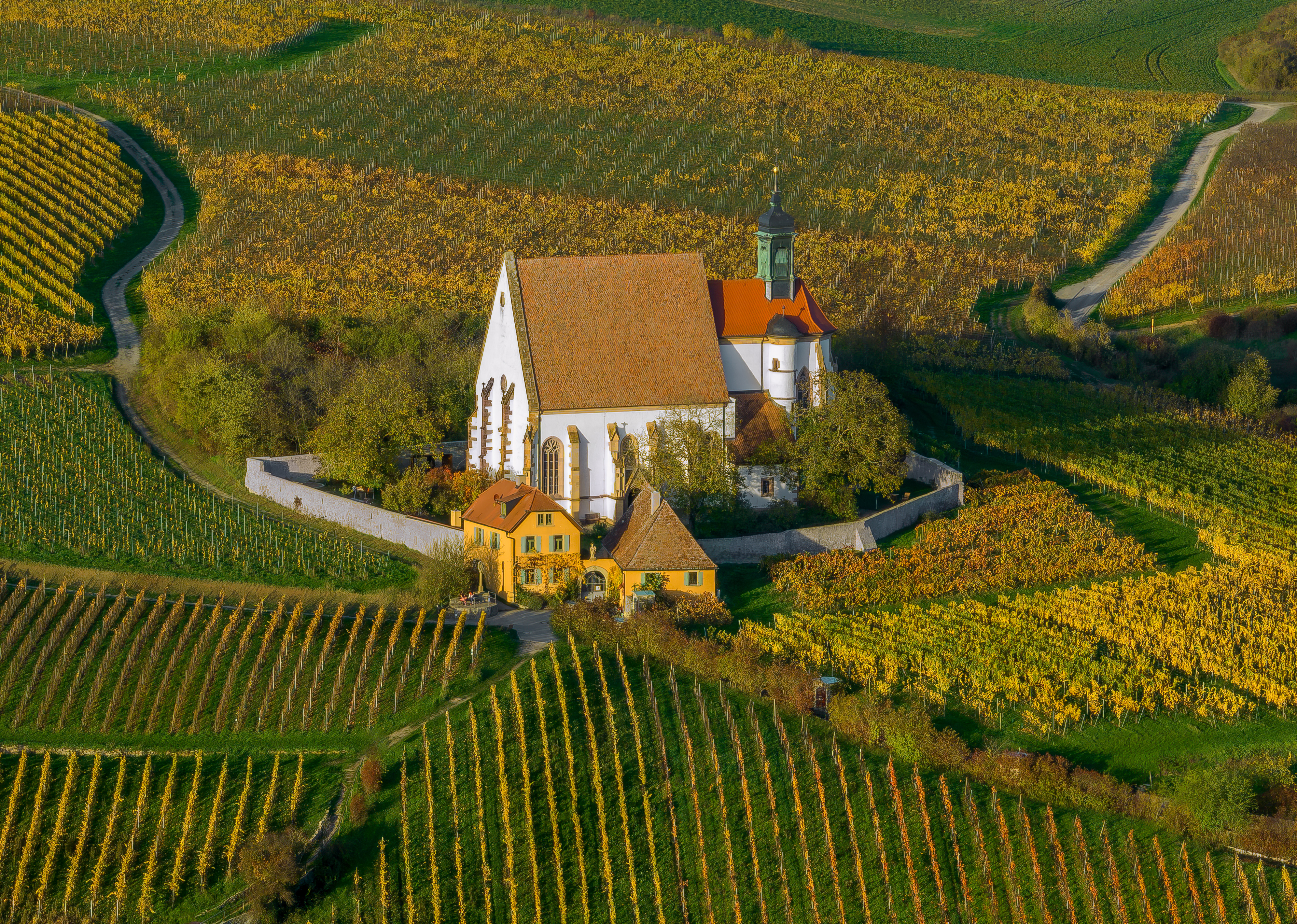
Maria im Weingarten (Luftbildaufnahme)

Die Pilgerfahrt unterstützte auch eine Marienbruderschaft, die sich um den Würzburger Fürstbischof Gottfried Schenk von Limpurg gegründet hatte und neben ihm aus Adeligen, wie den Grafen von Castell, den Herren von Seinsheim und den Zollnern der Hallburg, und Volkacher Bürgern bestand. Sie hoben 1442 das Beginenstift auf und forcierten einen baldigen Neubau der Kirche. Im Jahr 1447 wurde das Gebäude der heiligen Maria unterstellt. Als Baumeister hatte man den Würzburger Kilian Reuter gewonnen, der bis ins Jahr 1451 den Chor fertigstellte. Die Weihe übernahm der Weihbischof Wichman von Bersabee.
Bis ins Jahr 1457 folgte der Bau des Langhauses. Wieder war der ausführende Meister Kilian Reuter. Er plante das Gebäude als dreischiffige Hallenkirche. Der Einzug einer Flachdecke und deren Bemalung im Jahr 1499 durch Meister Ulrich ließen allerdings einen einschiffigen Hallenbau entstehen. Mit der Jahrhundertwende zum 16. Jahrhundert verlor die Wallfahrtskirche ihre Bedeutung gegenüber Maria im Sand in Dettelbach. Immer weniger Pilger besuchten das Gotteshaus.
Die Verantwortlichen versuchten 1521 mit der Madonna im Rosenkranz von Tilman Riemenschneider wieder mehr Pilger anzulocken; das misslang jedoch vorerst. Fürstbischof Julius Echter von Mespelbrunn ließ dann 1610 die Kirche neu ausmalen und besuchte das Gotteshaus. Im Jahr 1628 plante man sogar ein Kloster auf dem Kirchberg einzurichten; der Ausbruch des Dreißigjährigen Krieges beendete diese Anstrengungen aber. Die Schrecken der folgenden Kriegsjahre belebte allerdings die Wallfahrt auf den Kirchberg erneut.
Nach dem Krieg betreuten wieder sechs Mönche die Pilger. Sie stammten aus den Orden der Franziskaner, der Reuerer und der Kapuziner. Gleichzeitig begann im Jahr 1664 die barocke Umgestaltung der Wallfahrtskirche. Den Abschluss dieser Erneuerungen bildete 1724 der barocke Altar, der für 120 fl. aus der Abteikirche Münsterschwarzach angekauft wurde. Im Jahr 1880 veränderte man die Kirche, als eine neugotische Ausstattung im Inneren eingefügt wurde. Diese wurde erst im Jahr 1954/1955 bei einer Renovierung wieder entfernt.

### Madonnenraub und Kunstwallfahrt (bis heute)
In der Nacht vom 6. auf den 7. August 1962 stahlen Diebe die Madonna im Rosenkranz und zwei weitere wertvolle Stücke der Ausstattung der Kirche. Dabei beschädigten sie die Madonna. Ein Hilfegesuch der Volkacher Honoratioren wurde vom Chefredakteur des Stern, Henri Nannen, beantwortet. Er lobte ein Lösegeld von 100.000 DM aus und versprach den Dieben, nicht die Polizei einzuschalten. Dieses Versprechen brachte ihm gemischte Reaktionen in der Presse ein. Die Wochenzeitung Die Zeit fragte „Heiligt die Andacht vor der Kunst ein Ehrenwort an Ganoven“, während der Künstler Oskar Kokoschka die Aktion befürwortete. Henri Nannen selbst sah sowohl den gemeinnützigen Aspekt als auch den PR-Erfolg für sein Verlagshaus.
Dem Aufruf des Stern vom 21. August 1962 („Gebt die Madonna den Volkachern zurück“) folgte erst zwei Monate später eine Antwort der Diebe. Ende Oktober ging der Hinweis auf den Ort ein, an dem ein Teil der Beute zu finden war, im Gegenzug wurde die erste Hälfte des Lösegeldes hinterlegt. Anfang November folgten der Hinweis auf den Ablageort der wertvollsten Stücke, darunter der Madonna, unweit einer Landstraße bei Großgründlach und die Hinterlegung der zweiten Hälfte des Lösegeldes. Die Kunstwerke wurden restauriert und im Jahr 1963 nach Volkach überführt. Die anschließenden Ermittlungen der Polizei waren von Erfolg gekrönt, als die Diebe 1968 festgenommen werden konnten.
Die Wallfahrtskirche wurde 1976/77 einer umfassenden Außenrestaurierung unterzogen. Im Jahr 2002 leitete Domkapitular Jürgen Lenssen eine Erneuerung der Kirche, bei der sowohl der Innenraum als auch die Fassade restauriert wurden. 2010 fand die bisher letzte Renovierung der Wallfahrtskirche Maria im Weingarten statt. Das Bayerische Landesamt für Denkmalpflege ordnet das Kirchengebäude als Baudenkmal unter der Nummer D-6-75-174-73 ein. Die Kirche ist Teil des Fränkischen Marienweges.

## Architektur

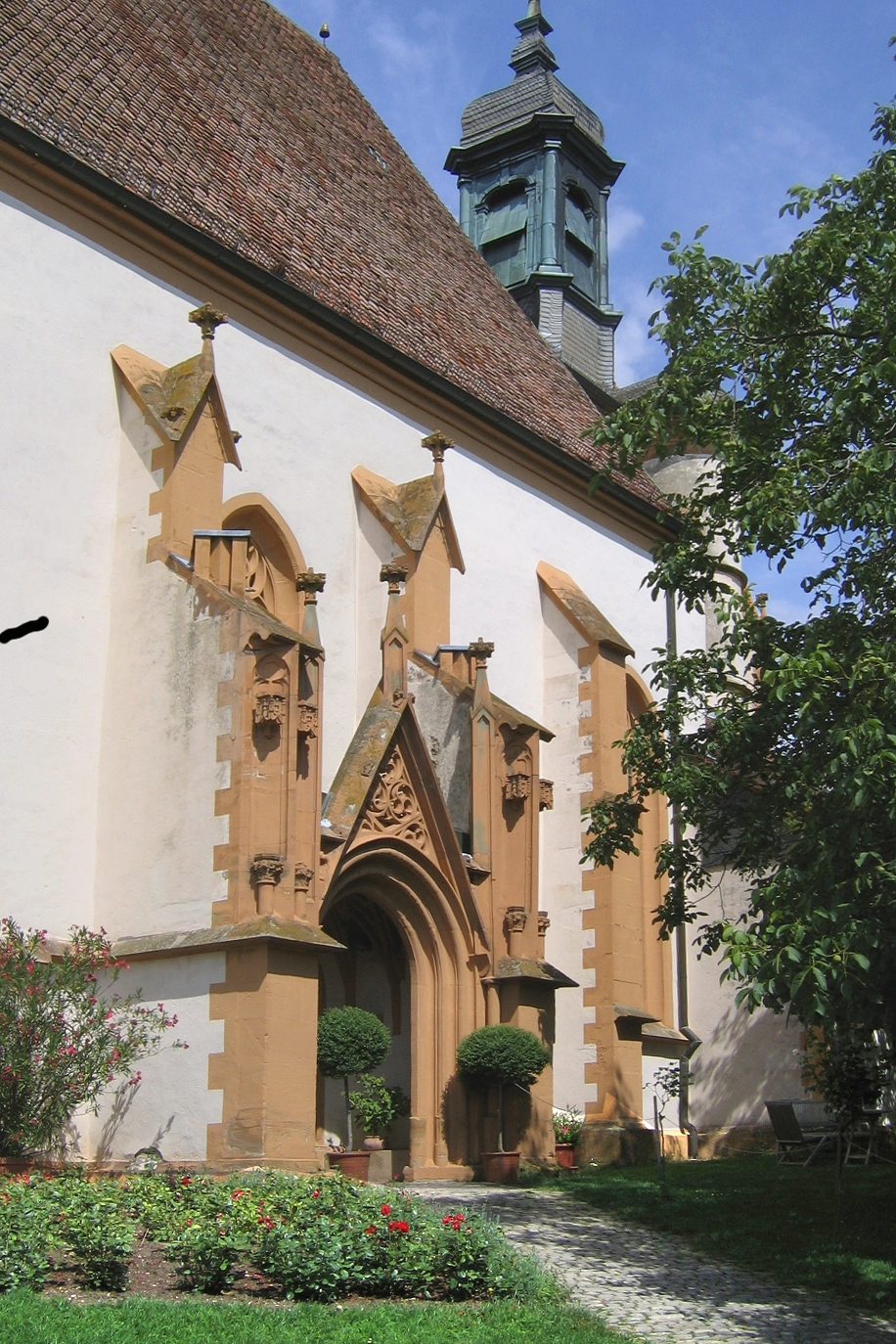
Südportal

Die Kirche ist geostet und präsentiert sich als einschiffige Hallenkirche aus der Spätgotik. Ein hohes Satteldach überragt das Langhaus, während der Chor von einem weit niedrigeren Walmdach begrenzt ist. Ein barocker Dachreiter aus dem Jahr 1750 ist auf dem Dach des Chores angebracht.

### Chor
Der Chor wird durch sechs Fenster und sieben Strebepfeiler gegliedert. Er hat einen Fünfachtelschluss. Die Pfeiler lassen eine reiche Ornamentik erkennen. Figurenkonsolen und Baldachine weisen auf ein geplantes Figurenprogramm hin, das jedoch nie umgesetzt wurde. Die Fenster werden von lanzettartigen Spitzbogen begrenzt und sind mit Maßwerk verziert. Jedes Fenster ist individuell verziert, sodass man Kreise, Fischblasenornamentik sowie Drei- und Vierpassfenster unterscheiden kann. Im Inneren weist der Chor Netzgewölbe auf.
Ältester Teil der Wallfahrtskirche ist ein romanischer, quadratischer Turmstumpf, der im 13. bzw. 14. Jahrhundert geplant, jedoch nicht umgesetzt wurde. Er befindet sich im Süden des Chores und dient heute als Sakristei. Ihm schließt sich im Osten ein Treppenturm an. Er ist rund und wird von einer geduckten Kuppel bekrönt. Über eine Treppe außen am Chor ist der Turm zu erreichen.

### Langhaus

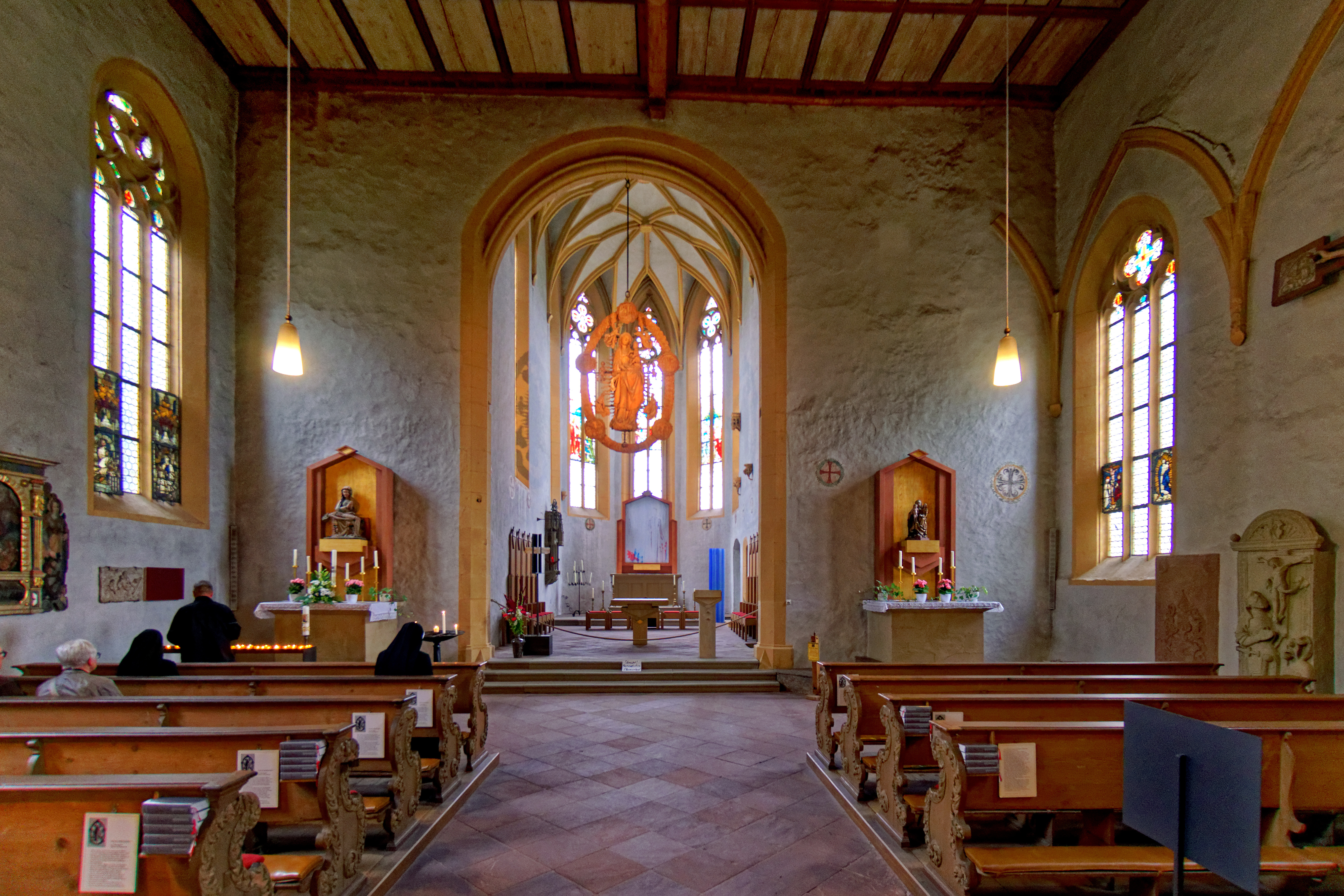
Langhaus und Chor

Das Langhaus ist durch zwei Fenster auf jeder Seite gegliedert. Ebenso wie am Chor wurden Strebepfeiler angebracht, die mit ihren Konsolen und Baldachinen auf ein nicht ausgeführtes Figurenensemble hinweisen. Im Norden präsentiert sich die Kirche sehr schlicht. Hier wurde ein Fenster zentral in der Mitte des Baus angebracht, während das andere weit nach Osten verschoben ist. Vier Strebepfeiler unterbrechen die Seite. Zwei weitere ragen quer an den Seiten heraus.
Im Westen der Anlage erkennt man eines der beiden Portale. Es liegt zentral und wird lediglich von zwei Strebepfeilern eingerahmt. Der Einlass ist von Fialen bekrönt und wies ursprünglich eine Statue auf, die Christus als Welterlöser zeigte. Das Südportal ist der Haupteingang der Kirche. Eine Portalvorhalle und die Giebelbekrönung durch eine Kreuzblume weisen darauf hin. Ein kleines Fenster mit Maßwerk überragt das Portal, das zentral im Süden der Anlage liegt.
Die Türen sind mit Beschlägen aus der Spätgotik verziert, die Lindenblattornamentik aufweisen. Sie haben Türklopfer. Die acht Hufeisen, die ins Südportal eingelassen sind, weisen auf die Tradition des Pferdeumritts hin, bei dem die Krankheiten der Huftiere geheilt werden sollten.

## Ausstattung
Die Ausstattung des Mittelalters hat sich in der Wallfahrtskirche weitgehend erhalten. Dazu gehören insbesondere die berühmten Skulpturen der Pietà und der Rosenkranzmadonna von Tilman Riemenschneider. Epitaphe und Grabdenkmäler zeugen davon, dass das Gotteshaus auch Grablege war.

### Pietà
Die Figurengruppe der Pietà, der schmerzhaften Gottesmutter, war in der Vergangenheit das vorrangige Ziel der Pilger. Die Holzplastik steht über dem linken Seitenaltar. Das Gnadenbild entstand um das Jahr 1370 und kann der Spätgotik zugeordnet werden; eine um die Figur angebrachte Umrahmung ist neueren Datums. 1955 wurde die Gruppe restauriert und die ursprüngliche Farbgebung, nämlich das blaue Kleid und der weiße Mantel, wiederhergestellt.
Man erkennt die leidende Mutter Maria, die ihren toten Sohn im Schoß hält. Die Wundmale Christi sind ebenfalls zu erkennen. Der realistischen Darstellung des Todes Jesu steht die jugendliche Maria gegenüber. Ihre Darstellung ist dem Typus des sogenannten „Schönen Vesperbildes“ zuzurechnen. Sie erhebt ihre zum Gebet gefalteten Hände vor die Brust, der reiche Faltenwurf ihres Kleides quillt unter dem Verstorbenen hervor.

### Anna selbdritt
Über dem rechten Seitenaltar steht eine „Anna selbdritt“-Gruppe. Auch sie ist von einer neueren Umfassung umgeben. Die Holzplastik entstand um das Jahr 1500 und wurde nach einer steinernen Vorlage aus der Werkstatt Tilman Riemenschneiders geschaffen, die sich heute im Mainfränkischen Museum in Würzburg befindet. Nach dem Diebstahl des Werkes im Jahr 1962 wurde die Figurengruppe einer umfassenden Renovierung unterzogen.
Dargestellt ist die sitzende heilige Anna. Sie trägt ein spätmittelalterliches Gewand und eine Haube auf dem Kopf. Figuren der Maria und des Jesuskindes begleiten sie. Maria sitzt auf dem linken Knie der heiligen Anna, während der nackte Jesusknabe auf dem rechten Knie steht. Maria ist zwar als junge Frau mit langem Kleid, aber verkleinert in der Größe eines Kindes dargestellt. In ihren Händen hält sie ein aufgeschlagenes Buch.

### Riemenschneider-Madonna
Der bedeutendste Schatz der Kirche ist die von 1521 bis 1524 entstandene, schwebende Madonna im Rosenkranz (auch „Riemenschneider-Madonna“ oder „Rosenkranzmadonna“) von Tilman Riemenschneider.

#### Geschichte

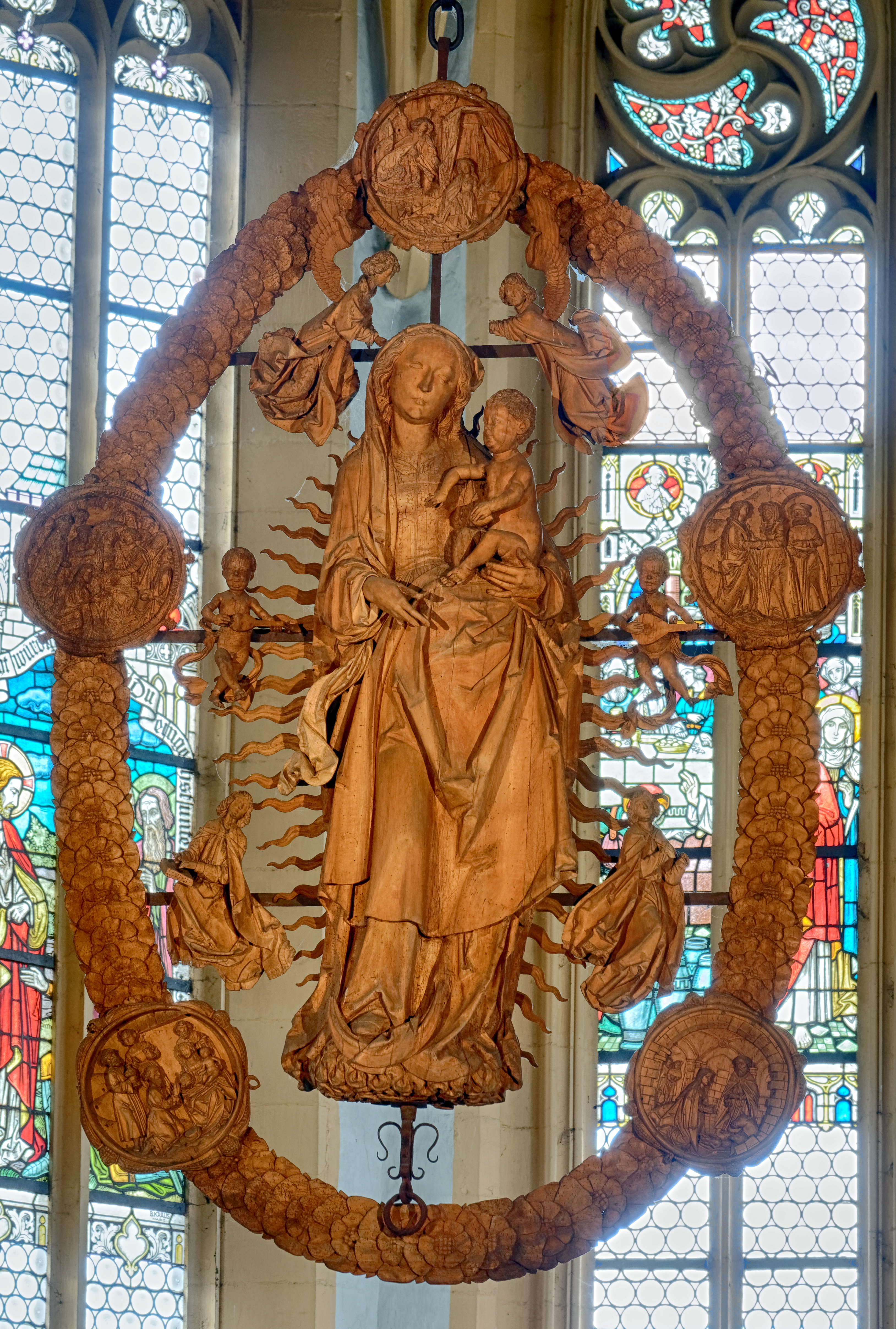
Riemenschneider-Madonna

Das unterhalb des Chorbogens hängende Schnitzwerk war das letzte Marienbild Riemenschneiders, bevor er durch die Bauernaufstände und seine eigene Beteiligung daran an weiteren Arbeiten gehindert wurde. Das Marienbildnis wurde schnell das zweite Ziel der Pilger in der Kirche und war auch Anlass für die Gründung einer Rosenkranzbruderschaft im Jahr 1642.
Die Figur erfuhr im Laufe der Zeit einige Veränderungen. Während der Barockzeit bemalte man die Figur. Das belegt ein im Jahr 1849 entstandener Kupferstich. Im Jahr 1874 wurde diese Übermalung erneuert, später fügte man eine Krone hinzu. Eine Nachbildung der Rosenkranzmadonna in Farbfassung befindet sich in der Kirche St. Martin in Hillesheim/Eifel.
Erst mit einer umfassenden Restaurierung im Jahr 1954 erhielt die Rosenkranzmadonna wieder ihre ursprüngliche, schlichte, hölzerne Fassung. Neben der Kolorierung wechselte im Laufe der Zeit auch der Ort, an dem die Figur angebracht war. Nachdem sie zunächst freischwebend im Chor gehangen hatte, verbrachte man sie im 19. Jahrhundert an die Nordwand des Langhauses, bevor sie 1954 über einem der Seitenaltäre aufgehängt wurde. Nach dem Raub 1962 erhielt die Madonna wieder ihren ursprünglichen Ort über dem Chor.
Die Gewandung ist schlichter als bei anderen Werken Riemenschneiders. Kunsthistoriker gehen deshalb davon aus, dass einige Teile von Gesellen der Werkstatt ausgeführt wurden. Lediglich die zierliche, rechte Hand kann eindeutig dem Meister zugeordnet werden. Vorbild für die Volkacher Arbeit ist eine frühere Madonna Riemenschneiders, die sich heute in der Dumbarton Oaks Collection in Washington, D.C. befindet. Bei einzelnen Szenen ließ sich Riemenschneider von Werken Martin Schongauers und dem Meister E. S. inspirieren. Vorbild war insbesondere der einige Jahre vorher ausgeführte Englische Gruß von Veit Stoß in der Lorenzkirche von Nürnberg.

#### Beschreibung
Zentrum der Figur ist die etwa 1,80 m große Madonna mit dem Kind im Arm. Sie steht auf einer Wolkenkonsole und hat zu ihren Füßen eine Mondsichel. Drei Engelspaare umfliegen die Gottesmutter. Sie wird von einem Strahlenkranz umflammt. Ein weiterer Kranz, der stilisierte Rosen darstellt, umgibt die Figur. Fünf Medaillons unterbrechen ihn und teilen ihn in jeweils zehn Blüten ein. Auf der Rückseite weisen die Reliefs die fünf Wundmale Christi auf, während die Figur selbst mit wolkenähnlichen Locken überschnitzt wurde.
Maria trägt mit der linken Hand das nackte Jesuskind. Sie sieht es nicht an, sondern neigt den Kopf nur leicht in seine Richtung. Ihr Mantel wird unterhalb der Hüfte abgeschlossen. Die rechte Hand drückt ihn leicht an die Hüfte an. Der Faltenwurf ihres Gewands besteht aus großen Falten, ihr rechtes Bein tritt daraus leicht hervor. Das Haar wird von einem Schleier bedeckt. Das Kind ist im Profil dargestellt. Es greift mit der rechten Hand an die Brust der Mutter; die linke hält eine Birne.
Die Reliefs betrachten die Lebensstationen Marias. Oben erkennt man die „Verkündigung“. Ein großes Betpult und der mächtige Baldachin weisen auf die Szene auf dem Creglinger Altar hin. Im Uhrzeigersinn folgt die „Einkehr bei Elisabeth“. Maria und die schwangere Elisabeth reichen sich die Hände, rechts tritt Zacharias ein. Unten erscheint „Christi Geburt“, die wie bei einem Stich Schongauers gestaltet ist. Ein Kreuzrippengewölbe umgibt die Szene, während rechts Ochs und Esel im Stall stehen und links die eintretenden Hirten erkennbar sind.
Ein weiteres Relief zeigt die „Anbetung der Könige“. Rechts befindet sich die heilige Familie; Maria, mit dem Kind auf dem Schoß, sitzt und wird vom stehenden Josef überragt. Die Könige, links, bereiten die Geschenke. Auch hier werden Vorbilder von Schongauer zitiert. Der „Tod Mariens“ bildet den Abschluss der Reliefs. Dicht gedrängt umlagern die Apostel das Bett der Sterbenden. Einer von ihnen, wohl Johannes, reicht Maria eine Kerze. Alle Reliefs sind von reicher Frucht- und Tierornamentik umgeben.

### Epitaphe
In der Kirche befinden sich zwei Arten von Gedenktafeln. Zum einen solche, die in Stein gehauen wurden, und solche, die aus Holz geschnitzt sind. Diese beiden Typen wurden auch räumlich getrennt. Während die Holzepitaphe an der Nordwand des Kirchleins hängen, füllen die Steinplatten die Südwand aus. Allesamt wurden sie zu Ehren von hochangesehenen Bürgern Volkachs oder den Zollnern der benachbarten Hallburg geschaffen.

#### Steinerne Epitaphe

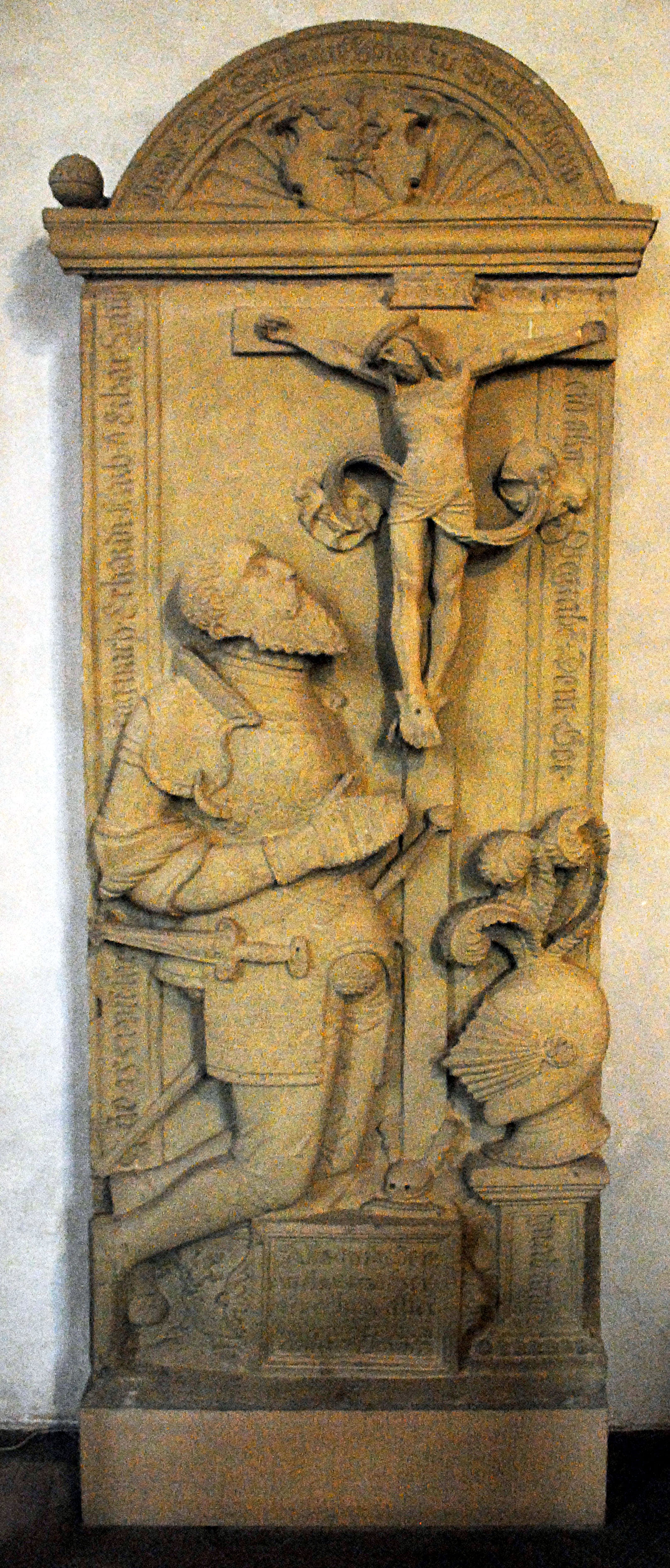
Epitaph des Jörg Spilmann von 1551

Das älteste Steinepitaph der Bergkirche stammt aus dem Jahr 1505. Es gehört zu Hans Zollner von Halberg, dessen Wappen auf dem Stein dargestellt ist. Der Gedenkstein für Kaspar von Schaumberg († 1536), einem Volkacher Amtmann und seine Frau Margareta (geb. von Wallenfels, † 1540) zeigt die beiden Verstorbenen. Während Kaspar in voller Rüstung vor dem Kruzifix kniet, ist seine Frau in der Frauentracht des 16. Jahrhunderts gestaltet. Eine Balusterrahmung begrenzt den Stein. Ein Steinmetzzeichen benennt den Meister H.R.
Rechts von den anderen erhebt sich der Stein des Jörg Spilmann. Er war zum Vogt in Prosselsheim ernannt worden und starb im Jahr 1551. Auch er kniet gerüstet vor dem Gekreuzigten. Die Details lassen auf Peter Dell den Jüngeren als Meister des Werkes schließen. Die jüngste Steinplatte folgt auch der rechten Seite. Sie zeigt Hans Paulus Zollner von Halberg († 1620). Er wird stehend auf seiner Gedenkplatte gezeigt. Sein Helmvisier ist geöffnet. Ein Schwert hängt an seiner linken Seite, unter ihm liegt ein Löwe.

#### Holzepitaphe
Die Holzepitaphe an der Nordwand stammen ebenfalls aus dem ausgehenden 16. und dem beginnenden 17. Jahrhundert. Das kunstvollste wurde von Meister Heinrich Bruckner geschaffen und ist Georg Sigmund Zollner von Halberg gewidmet. Er und seine sieben Kinder sind in der Mitte der Platte verewigt. Sie beten mit den zwei Ehefrauen des Adeligen. Ein rotes Kreuz über den Betenden zeigt an, wer bereits verstorben ist.
Neben Georg Sigmund sieht man auch Maria seine erste Frau (geb. von Brandenstein) und Ursula seine Zweite unter einem Bild der Auferstehung Jesu Christi. Die zwei Figuren an den Seiten symbolisieren mit ihren Attributen Glaube und Hoffnung. Sie ruhen auf Konsolen, die von Gesimsen getragen werden. Zwei Löwenköpfe rahmen darunter die Betenden ein. Eine ausführliche Inschrift schließt die Holzplatte nach unten hin ab.
Das Holzepitaph für Katharina Stich († 1619) lehnt sich in seiner Form eng an das für Georg Sigmund an. In einem zentralen Bild ist die Krönung Mariens dargestellt. Gottvater mit Tiara und Christus reichen Maria die Krone. Über ihnen schwebt eine Taube, Sinnbild für den Heiligen Geist, während unter ihnen ein Engelkonzert gegeben wird. Wieder beten die Verstorbenen unterhalb des Bildes. Anstatt der Statuen umrahmen zwei silhouettenartig ausgeschnittene Holzfiguren das Epitaph. Sie zeigen die Heiligen Katharina und Laurentius.
Ein weiteres hölzernes Epitaph ist Margaretha und Christoph Böhm gewidmet. Sie starben in den Jahren 1652 und 1699. Eine barocke Architekturrahmung umgibt die Gedenkplatte. Ein zentrales Bild stellt Maria als Rosenkranzkönigin dar. Sie gibt auf der linken Seite dem heiligen Dominikus den Rosenkranz. Das Jesuskind überreicht auf der rechten Seite dem heiligen Franziskus einen Gürtel. Eine Inschrift erwähnt die Stifterin der Gedenktafel, Christoph Böhms zweite Frau Susanna.

### Kreuzigungsgruppe
Gegenüber dem Südportal, an der Nordwand der Kirche, erhebt sich eine Kreuzigungsgruppe aus dem Jahr 1555. Sie ist 3,40 m hoch und lässt in ihrer Gestaltung bereits die beginnende Renaissance erkennen. Eine Signatur am Kreuzsockel („T + K“) weist auf den Meister Thomas Kistner aus Würzburg hin. Ursprünglich befand sich die Arbeit vor der Kirche und überragte dort den Friedhof. Die Assistenzfiguren Maria und Johannes entstammen einer älteren Figurengruppe, sie wurden bereits zu Beginn des 16. Jahrhunderts geschaffen.
Christus am Kreuz hat ein schmerzverzerrtes Gesicht. Die Figur entspricht dem Dreinageltypus. Am Kreuz ist eine Inschrift angebracht. Sie lautet: „hodie Mihi, Cras Tibi“ (lat. heute mir, morgen dir). Der Sockel ist mit naturalistischem Gestein verziert. Schlangen-, Schildkröten- und Eidechsenfiguren sind darauf angebracht. Zu Füßen des Gekreuzigten liegt ein Totenkopf. Maria und Johannes stehen auf Konsolen, die an der Wand befestigt sind.

### Glasmalereien
In den Fenstern der Kirche wurden sieben Reste der ursprünglichen gotischen Glasgemälde angebracht. Entstanden waren sie in den Jahren 1470 bis 1480. Im Jahr 1929 wurden die restlichen Gemälde ergänzt. Sie zeigen die Wunder Jesu. Alle Gemälde befinden sich heute in den Fenstern des Langhauses, wobei am ersten Fenster der Nordseite vier dieser Glasmalereien angebracht wurden sowie zwei am vorderen Fenster der Südseite und eine am hinteren.
Auf der Nordseite ist rechts die Mutter Gottes mit dem Kind im Arm dargestellt; eine Krone wird von schwebenden Engeln über ihrem Kopf getragen. Links von ihr kniet ein Ritter im Plattenharnisch, die Hände zum Gebet gefaltet. Es handelt sich wohl um Michael von Schwarzenberg, der 1499 starb. Ein Wappenschild derer Seinsheim von Schwarzenberg befindet sich unter dem Betenden. Gotische Baldachine rahmen die Szenen ein. Unterhalb der Figuren halten Engel Spruchbänder nach oben.
Die Südseite zeigt vorn eine Kreuzigungsgruppe. Maria und Johannes stehen unter dem Kreuz, Johannes blickt auf, Maria schaut trauernd zu Boden. Des Weiteren ist eine Strahlenkranzmadonna auf den Glasmalereien dargestellt. Maria mit dem Kind steht auf einer Mondsichel mit Gesicht. Die Gläser sind in Weiß und Blau gehalten. Im hinteren Bereich der Kirche ist der Heilige Sebastian auf dem Glas zu sehen. Das Glasgemälde kam 1955 durch eine Stiftung in die Kirche.

### Orgel

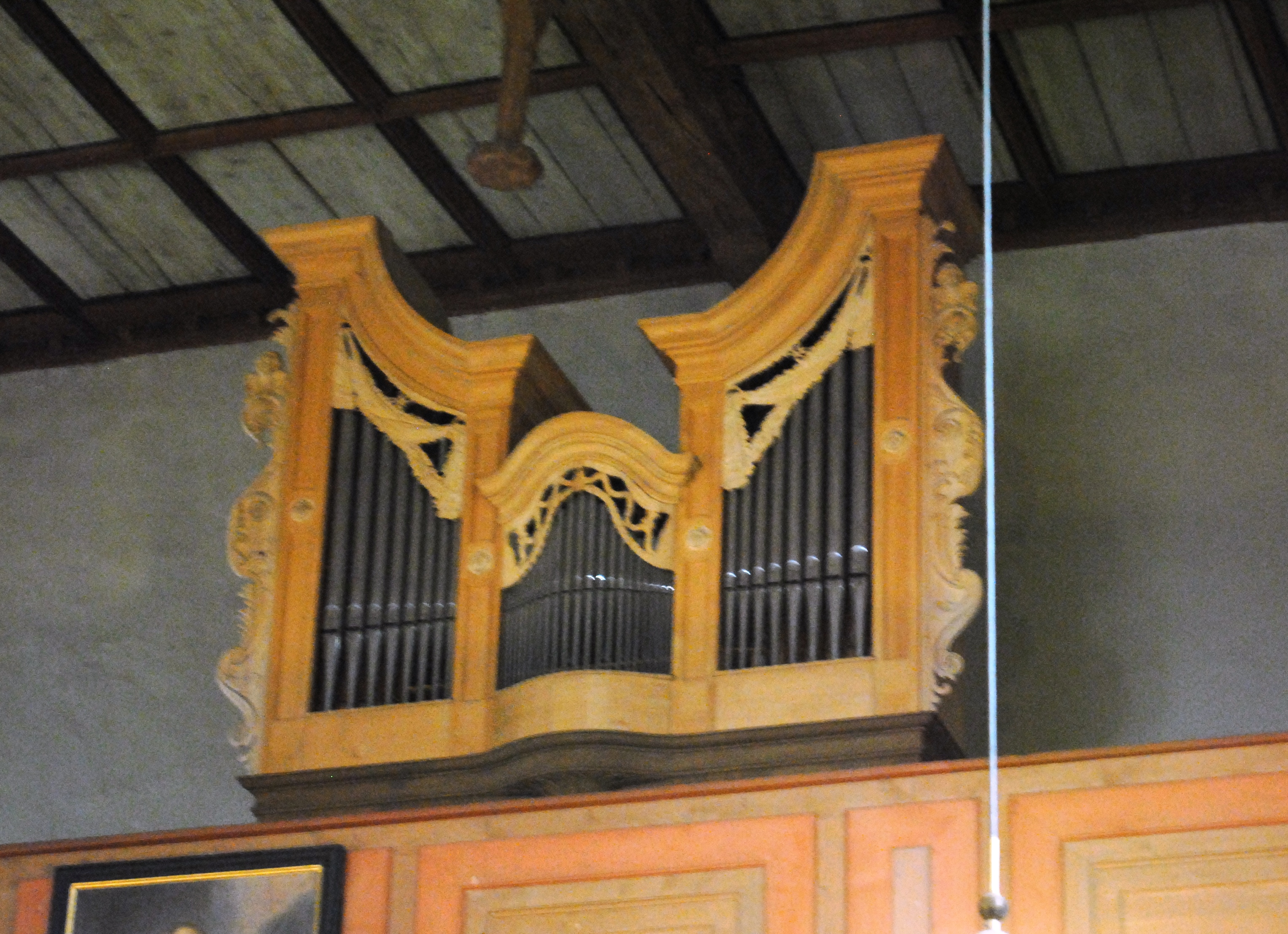
Blick auf die Orgel

Die Orgel wurde als Teil der barocken Umgestaltung des Kirchleins im Jahr 1794 geschaffen. Orgelbauer war Franz Martin Seuffert, der aus der berühmten Familie der Orgel- und Klavierbauer stammt. In den Jahren 1999 und 2000 wurde das Instrument von Orgelbau Vleugels aus Hardheim generalüberholt. Der alte Prospekt wurde rekonstruiert, die barocke Klangfarbe der Orgel wurde wieder hergestellt. Das Schleifladen-Instrument hat 10 Register auf einem Manual (CD-d3: Gedact 8', Salicional 8', Principal 4', Flauta Traver 4', Quint 3', Octav 2', Mixtur 1 1⁄2') und Pedal (CD-d1: Subbaß 16', Octavbas 8', Posaunbas 8'). Die Spiel- und Registertrakturen sind mechanisch.

### Weitere Ausstattung

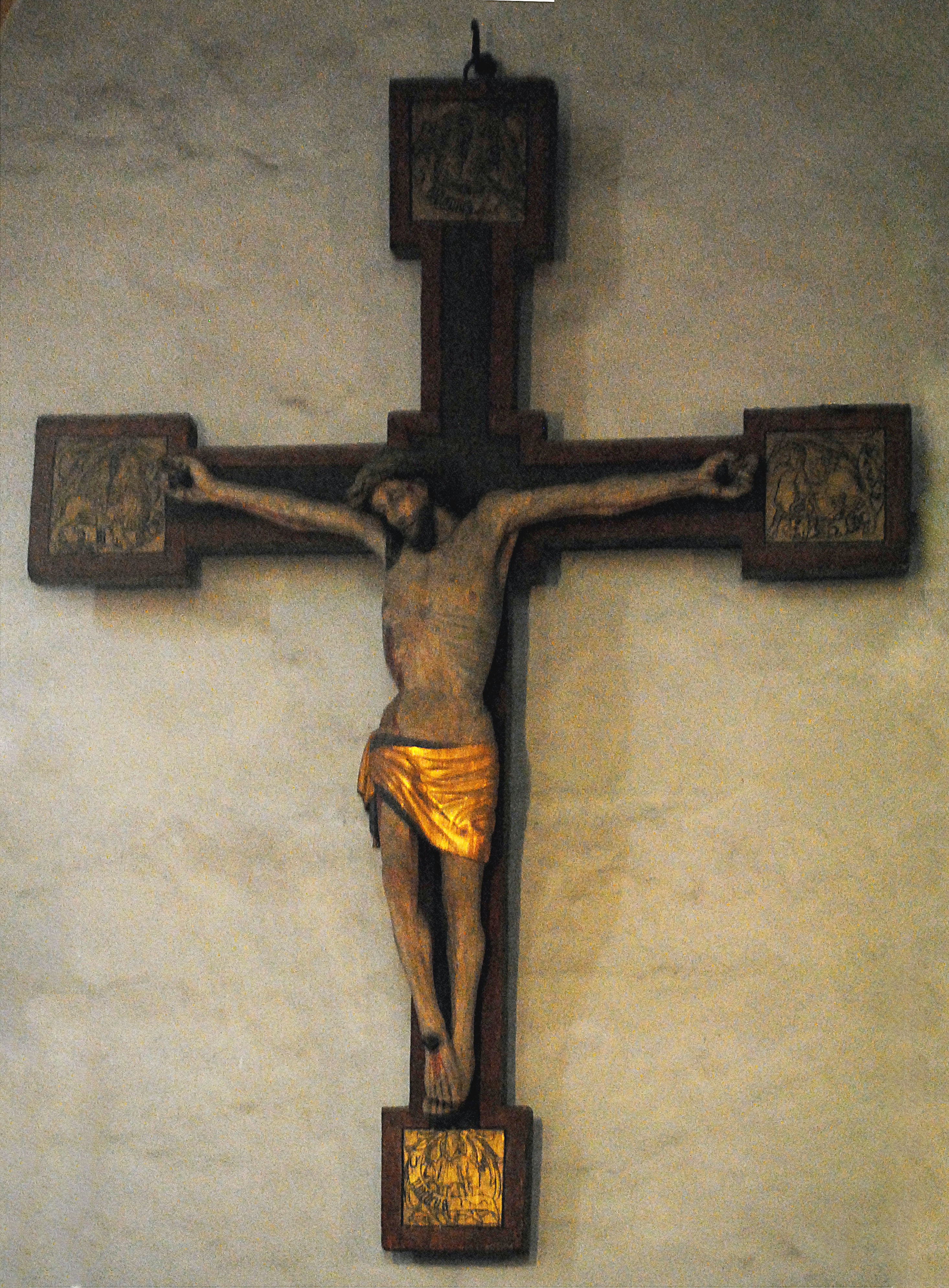
Kruzifix im Langhaus

Neben den obengenannten Kunstwerken befinden sich noch anderen Ausstattungsgegenstände in der Wallfahrtskirche.

#### Chor
Der Chor der Kirche erfuhr im Jahre 2002 die größten Veränderungen. Unter der Leitung von Jürgen Lenssen entstand ein einfacher Zelebrationsaltar. Außerdem kamen ein Ambo und das Chorgestühl erst durch die Renovierung in die Kirche. Ein Altarbild auf der Ostseite des Chores zeigt den auferstandenen und verklärten Christus. Das Sakramentshaus an der Nordseite des Chores entstammt dagegen noch der Bauzeit der Kirche. Fialen überragen das gotische Kunstwerk. Ein Engel hält unten an einem Spruchband eine Inschrift. Sie lautet: Ecce panis angelorum (lat. „Sieh her, das Engelsbrot“).

#### Langhaus
Ältestes Kunstwerk des Langhauses ist das große Kruzifix an der rechten Langhauswand über den Epitaphen. Es entstand im Jahr 1490 und hing ursprünglich im Chorbogen. Die Symbole der vier Evangelisten sind an den Enden der Kreuzarme in Gold gemalt. Jesus ist leidend dargestellt. Wenige Jahre später entstand das große Fresko des heiligen Christophorus an der Südseite des Kirchenschiffs.
Am linken Seitenaltar erkennt man den sogenannten Gnadenstuhl. Es besteht aus Alabaster und zeigt die Heiligste Dreifaltigkeit; es stammt aus dem 17. Jahrhundert. Aus dem 18. Jahrhundert ist ein Gemälde des heiligen Laurentius an der Emporenbrüstung. Zwei weitere Bilder befinden sich unterhalb der Empore, zum einen die Schmerzhafte Gottesmutter Maria, zum anderen wird die Vision des Franziskus dargestellt. Eine Statue aus dem 19. Jahrhundert zeigt den heiligen Laurentius. Die Betstühle, die um das Jahr 1700 entstanden, runden die Ausstattung der Kirche ab.

## Umgebung

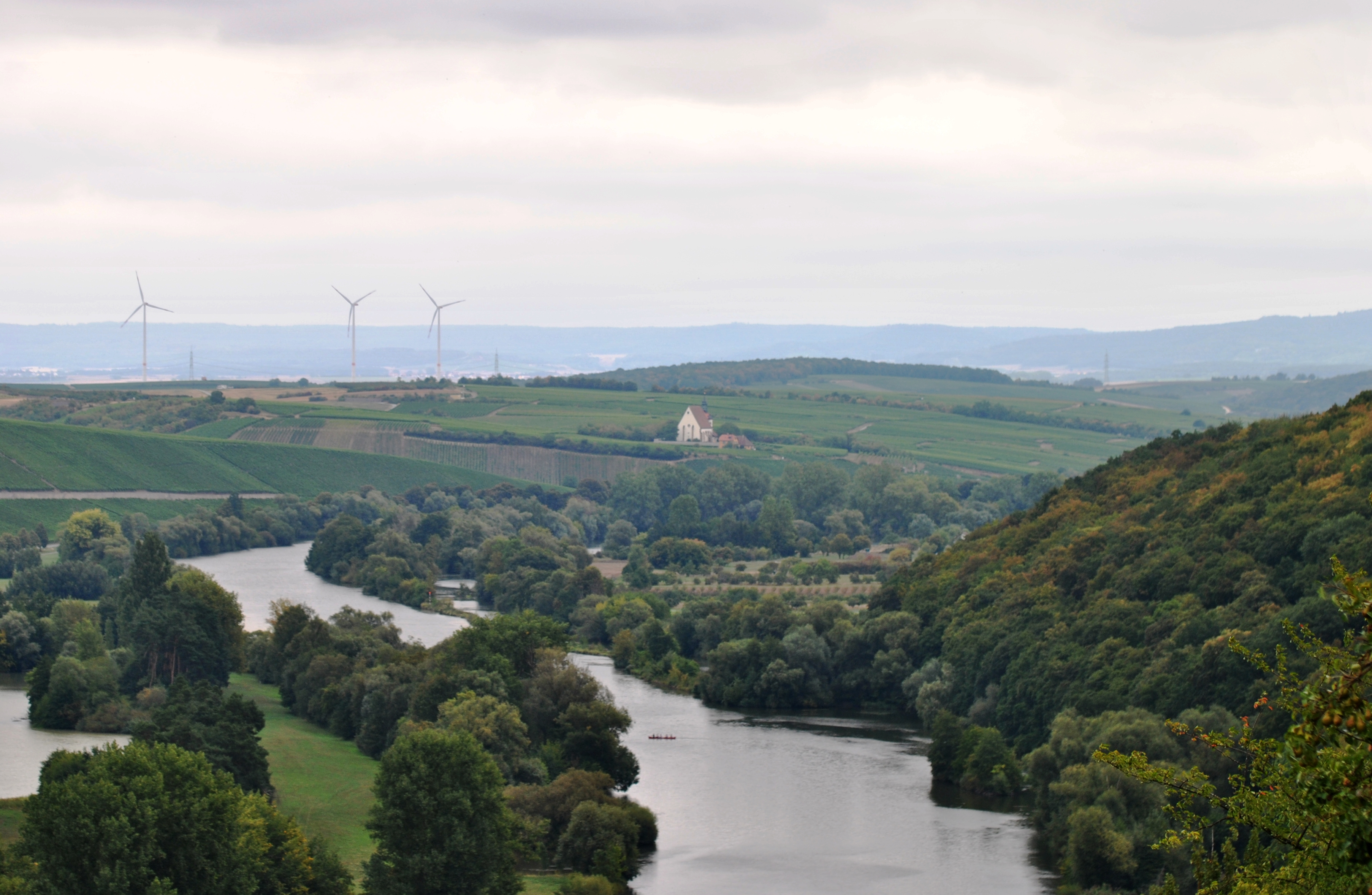
Die Kirche in die Landschaft der Mainschleife eingebettet, von Westen aus gesehen

Die gesamte Anlage ist durch eine Mauer geschützt, die den ehemaligen Friedhof umgibt. Hier befinden sich steinerne Figurenreste einer Ölbergszene, die früher am Kirchengebäude angebracht war. Sie stammt aus dem 16. Jahrhundert. Im Westen und Süden der Anlage stehen Gebäude aus dem Jahr 1732. Ein Rundbogenportal gewährt den Einlass hinter die Ummauerung. Über dem Portal steht eine barocke Statue des heiligen Johannes Nepomuk.
Zur Wallfahrtskirche führte früher ein Kreuzweg von der Stadt aus; von diesem älteren Kreuzweg sind noch drei Bildstöcke aus dem Jahr 1521 erhalten. Heute erreichen Besucher die Kirche von einem Parkplatz unterhalb des Hügels auf einem kürzeren, jüngeren Kreuzweg mit Stationsbildnissen aus dem 19. Jahrhundert. Eine Statue der Mater dolorosa unterbricht die Stationen. Der Weg führt mitten durch die Rebhänge (Weingarten) und geht in einen Weinlehrpfad über.